# マイケル・ベーエ
マイケル・J・ベーエ（Michael J. Behe、1952年 - ）はアメリカ合衆国の生化学者、インテリジェント・デザイン支持者。マイケル・ビーヒーと訳されたこともある。
リーハイ大学の教授で、インテリジェント・デザイン運動を主導するディスカバリー・インスティチュートの「科学と文化センター」シニア研究員である。ベーエは「生化学レベルでは進化の結果としては十分説明できないほど複雑な構造が存在する」と言う概念を『還元不能な複雑さ（Irreducible complexity）』と呼び、進化への反証であると主張している。ベーエの細胞構造の還元不能な複雑さの主張は、科学界で激しく議論された。
リーハイ大学の生物科学部は、次のように公式な立場を表明した。「インテリジェント・デザインは、科学を基盤としておらず、実験的に検証されておらず、科学であると考えられてはならないというのが、我々の総意である」。ベーエのインテリジェント・デザイン（以下ID）についての主張は『擬似科学』として、科学界から拒否された。
ベーエは、ペンシルベニア州ドーバー学区で2005年に行われた進化論裁判で、被告（ID側）の専門家として証言台に立ち、彼の証言は裁判官によって「科学ではなく、本質的に宗教である」と指摘された。
既婚者で、9人の子供がいる。

## 経歴
ペンシルベニア州ハリスバーグで生まれた。教区付属小学校、カトリック系の高校に通ったあと、ドレクセル大学で1974年に化学の学士を、1978年にペンシルベニア大学で鎌状赤血球に関する論文で生化学の博士号を取得した。
1978年から1982年まで、ポストドクトラルフェローとしてアメリカ国立衛生研究所でDNA構造に関する研究を行った。1982年から1985年までニューヨーク市のクィーンズ・カレッジで化学の助教授を務め、その時代に妻のセレストと出会った。1985年にリーハイ大学に移り、以来生化学の教授を務めている。
進化に関するベーエの見解に対して、リーハイ大学はウェブサイトで、次のように声明を公表している。
| 「 | ...学部職員は明確に進化論を支持する。それはチャールズ・ダーウィンの重要な研究に由来し、140年にわたる発見の蓄積によって支持されている。...我々はベーエ教授が自身の見解を公表する権利を尊重するが、それらは彼独自のものであり、学部が支持するものではない。インテリジェント・デザインは科学的基盤を持たず、実験的に検証されておらず、科学と見なされるべきではないというのが、我々の総意である。 | 」 |

ベーエ自身に依れば、彼は一度完全に進化の科学理論を受け入れたが、マイケル・デントン（ID運動の指導者のひとり）の『進化:危機にある理論』を読んで進化に疑問を持ち始めた。その後、生化学のレベルで「還元不能な複雑」なシステムの証拠があると考えるようになった。そのような複雑な構造を持つシステムは自然選択によって進化することはできずに、「インテリジェント・デザイナー」によって創造されたとしか思えない、と彼は考えた。
1987年の裁判でアメリカ連邦最高裁判所は創造科学を公立学校の授業から追放し、進化学の科学的有効性を教えることを支持した。何人かの創造論者は宗教的な概念を理科教育に持ち込むためには新たな戦略と用語が必要だと感じた。彼らが執筆した高校生向けの副読本『パンダと人間』（Of Pandas and People）で創造論という用語はインテリジェント・デザインと変えられた。
法律家フィリップ・ジョンソンは著書『有神論のリアリズム』で「若い地球の創造論（地球は6000年前に創造されたという創造論の一派）」を率直に表明することを避け、「唯物論的な」科学を基盤とした進化理論を批判することだけに注力し、学校で創造論を教えることを合法化させようと試みた。1992年に南メソジスト大学の評議会はベーエを他の主要な人物と共に呼び、ジョンソンが後に「くさび戦術」と呼んだ試みを導入した。彼らは1993年にモントレー湾の別荘地パハロ・デューンズで会合した。ベーエはそこで初めて「還元不能な複雑さ」をもつ分子メカニズムのアイディアを披露した。1995年の「唯物論の死と文化の再生」会議の後で、グループはディスカバリー・インスティチュートから資金提供を受けた。1996年にベーエはIDを推進するディスカバリー・インスティチュートの「科学の再生と文化センター（後に”科学と文化センター”に改称）」のシニア研究員となった。
同年、ベーエは著書『ダーウィンのブラックボックス』の中で「還元不能な複雑さ」を発表した。それは科学界から拒否された。科学者は、ベーエの議論と例証が、自然のプロセスに基づく進化が実証的に不可能であると示さずに、形が変わっただけの「無知論証（「私にはXはYだなんて信じられ/考えられない。従ってXはYではない」）」に基づいていると指摘した。また同僚の科学者による査読を避け、彼の声明を支持する新しい研究を行わず、科学的手法の通常の手続きにも従わずに、非科学者である一般大衆に向けて意見を宣伝したと批判された 。
それでもベーエの生化学者の肩書きはIDにとって重要な支援となっている。かれはしばしば進化に反対する有力な生物学者として紹介される。ベーエは明らかに宗教的な動機を持ったID支持者とは距離を置いている。しかし彼はインテリジェント・デザイナーに関するいかなる性質への言及も拒否しており、科学者はそれをIDの主張が検証されるいかなる可能性も回避しようとする試みだと見なす。彼はウィリアム・デムスキーらと異なり、人と他の霊長類を繋ぐ祖先を含む、種の「共通祖先」を受け入れている。しかし彼は共通祖先の概念だけで種の違いを説明することはできないと主張する。また地球と宇宙の年齢について、科学的なコンセンサスを受け入れている。
1996年にリチャード・ドーキンスはインタビューで次のように述べた。
| 「 | 彼は率直な創造論者である。彼がしたことは19世紀に遡る典型的な議論、還元不可能な複雑さという議論、特定の器官、特定のシステム、特定の情報がそろっていなければシステム全体が稼働しないという議論である......眼のように。ダーウィンは（それに）一つ一つ、一点一点答えた......。しかしたぶん彼は気にしていなかっただろう。たぶん彼が言うべきだったことはこうだろう.....あなたは眼がどのようにして段階を追って形成されたかを考えるにはちょっと鈍すぎる。だから少しそこから離れて、真面目に考えてみるべきだ。 | 」 |

1997年2，3月にボストンレビュー誌でラッセル・ドゥーリトル教授はベーエが主張するいくつかのシステムの「還元不能な複雑さ」、特に血液凝固の「デリケートなバランス」の主張に対する反論を書いた。のちの2003年に、ドゥーリトルの研究室は査読付き学術誌『米国科学アカデミー紀要』に論文を発表し、フグが少なくとも三つの血液凝固因子を欠いているのにもかかわらず機能するシステムを維持していることを証明し、血液凝固が還元不能な複雑さを持つというベーエの著書のカギとなる主張に反論した。
ロバート・ペノックによる書評に対してベーエは、創造科学に関係していたり、読者が聖書直訳主義や「若い地球の創造論」の言い換えだと考えている種類のインテリジェント・デザインのグループに反対した。2001年にペノックは、彼らの意見を正しく代表するべきだと応じた。ID運動の何人かの指導者が若い地球の創造論者であったが、ベーエを含む他の人々は古い地球論（地球は45億年前に誕生したとする仮説）を支持しており、「種の起源の科学的な、進化的な説明を拒絶し、それを特殊創造説と置き換えたいと望む創造論者」であった。

## ベーエとスノーク
ベーエは物理学者デイビッド・スノークとともに学術誌『蛋白質科学』（Protein Science）に共著論文を発表し、進化が成り立つために要求される突然変異の可能性の計算に基づいて、還元不能な複雑さを支持すると述べた。しかし論文はIDに触れず還元不能な複雑さにも深入りしない。ベーエによれば、それは査読者の要求で取り除かれた。それでもディスカバリー・インスティチュートはその論文を「ID理論を支持する査読付きの科学論文」にリストしている。
遺伝学者マイケル・リンチは蛋白質科学誌上で彼らと議論を行った。多くの科学者が研究の偽りを暴いた。彼らは「還元不能な複雑な構造」が実際には進化可能であり、しかもそれが適当な時間さえあればかなり厳しい制限のもとでも可能なことを示した。また批判者は彼らの論文が自然選択と遺伝子の冗長性を考慮していないことを示した。何人かの批評家はディスカバリー・インスティチュートがこの論文を、デザイン理論に触れておらず、デザインプロセスの定式化もしておらず、したがって進化の代替理論を提供していないのに、公刊された「デザインの証拠」として主張し続けていることを指摘した。ベーエの主張の多くは敬虔なローマ・カトリックである生物学者ケネス・ミラーの著書『ダーウィンの神を見つける』で異議を申し立てられた。ベーエはその後エッセイでミラーの指摘に反論した。

### 一般向け記事
ベーエはボストン・レビュー誌、アメリカン・スペクテーター誌、ニューヨーク・タイムズ紙にいくつかの記事を書いている。またディスカバリー・インスティチュートの同僚ウィリアム・デムスキー、デイビッド・バーリンスキーと共にアン・コールターの科学と進化に関する本、『神への不敬：リベラリズムの教会』（Godless:The Church of Liberalism）の著述を指導した。コールターは様々な進化理論を粗雑に「ダーウィニズム」とひとまとめにし、全体の3分の1をそれに対する攻撃に当てており、コールターはその章でたびたびベーエやデムスキーの指導に謝意を表明している。

## ドーバー裁判
2005年にペンシルベニア州ドーバー学区で、IDの理科教育への持ち込みに対して学区の学生の親11名が原告となり、学区の教育委員を相手に訴訟を起こした。これはIDと理科教育に関して（州裁判ではなく）連邦裁判所に持ち込まれた初めてのケースであった。ベーエは被告側の主要な証人として呼ばれ、IDが正統な科学であるという意見を支持するよう依頼された。ベーエの批判者はIDと還元不能な複雑さに関する彼の主張の基盤を崩すいくつかの重要なやりとりを指摘する。
反対尋問中にベーエは「いかなる生物的システムに関しても、それがどのようにして知的（インテリジェント）にデザインされたかを、実験や計算によって支持され、詳細かつ厳密に説明した査読付きの論文が存在しない」事を認めた。ベーエはこの証言の間に、占星術を理論と呼ぶような緩い定義の元でIDも「理論」と呼ばれると認めた。また宣誓の中で、彼とスノークが用いた進化のシミュレーションモデルは、それが機能するために複数の相互作用するパーツを必要とし、複数の一連の保護されていない変異が集団中に固定されることを要求する複雑な生化学システムが、その結果があり得そうもない値を示すように意図的に変数を操作されたとしても、2万年以内に進化可能であることを実際に示したと認めた。
この裁判の判事ジョン・E・ジョーンズIII世は弁護側のベーエの証言を非常に重要と見なした。ジョーンズ判事の発言を引用する:
- ベーエ教授のIDの議論の妥当性は際だって、紛れもなく、教授の神の存在への信仰に依存していると考えられる[7]。
- 記録の証拠の欠落は、ほかのいかなる科学的提案の重要性も、神への信仰を基盤としていると示している。法廷はいかなる科学的提案も承認していない。ベーエ教授の主張は彼の視点の重要な証拠であり、それは他のIDの著名な指導者と同等であり、IDは宗教的であって科学的な提案ではない[7]。
- まず、被告側の専門家フラー教授はIDが科学の「基本的なルールを変更する」ことを切望していると述べた。首席の被告側専門家ベーエ教授は、彼の拡張された科学の定義は、それにはIDも含まれるが、それは占星術も受け入れると認めた。さらに被告側のミニッチ教授はIDが科学と見なされるために、超自然的な作用の考慮も許すよう科学の基本的なルールを拡張せねばならないと認めた[8]。
- そのうえ、被告側の専門家は、IDがNASが定義したような意味での理論ではないとみとめ、せいぜい科学界に受け入れられなかった周辺科学（未科学）であると認めた[5]。
- 我々はしたがって、ベーエ教授の還元不能な複雑さという主張が査読付き研究論文としては拒否され、一般的な科学界から受け入れられなかったことが分かる[6]。
- IDの支持者は主に、ベーエ教授の「還元不能な複雑」なシステムがダーウィン主義的メカニズム、あるいはいかなる自然的メカニズムでも生み出されることがないというような主張で例示されるように、進化論に対する否定的な議論を通してデザインを主張する。しかしながら......進化に対する議論はデザインについての議論ではない。専門家の証言が明らかにしたのは、今日の科学者が生化学システムの進化を説明できないことは、それらが進化できないことや、将来も説明できないことを意味しないということである。パディアン教授が適切に指摘したように「証拠の不在は不在の証拠ではない」......還元不能な複雑さは進化に対する否定的な主張だが、被告側のミニッチ教授が認めたように、デザインの証拠ではない[39]。
- ベーエ教授の還元不能な複雑さという概念は、進化の既知の要因を無視することに依存している。ベーエ教授の還元不能な複雑さの定義は強固であるが、彼が（生物の複雑な機能の）前身がパーツを欠いていれば定義上それは機能しないと言うとき、彼が明らかに意味しているのは「現在のパーツが全てそろっているときと全く同じようには機能しない」と言うことである。例えば細菌の鞭毛の場合、パーツの欠如は鞭毛モーターの回転を妨げるかも知れない。しかしベーエ教授は、定義上、細菌の鞭毛の前身が回転モーターではなくて他の何らかの用途、例えば分泌システムとして機能したかも知れない可能性を無視する[40] 。
- ベーエ教授は還元不能な複雑さという概念をほんの少しの選ばれたシステムだけに適用した:（1）細菌の鞭毛;（2）血液凝固カスケード;(3)免疫系。自然の無数のシステムの中の、これらわずかな生化学システムに関するベーエ教授の断定に反して、ミラー博士は査読付き研究に基づき、それらですら実際には還元不能な複雑さでないことを示す証拠を提示した[41]。
- ...（IDの）支持者はデザイナーの性質に基づいた仮説の提唱を拒否し、メカニズムの提案をせず、デザイナーがどんなものか（男か、女か、物か、複数か）もわかっていないと断言する。...

## 他の裁判
カリフォルニア大学が創造論の教科書を用いた高校の授業を受験資格に認めないと決定したときに、クリスチャンスクールインターナショナル協会がカリフォルニア大学を差別的であると告発し、ベーエは原告の代理人として2万ドルで雇われた。原告はカリフォルニア大学がいくつかの授業を不認可としたことを違法な「視点差別」であると主張した。2007年にベーエの専門家としての報告書は、キリスト教系学校で用いられている生物の教科書は高校生のための優れた内容であると主張し、宣誓でもその見解を擁護した。2008年8月に法廷は協会の主張を退け、それらの教科書を使う授業を認めないカリフォルニア大学の決定を支持した。

## 出版物
書籍
- Darwin's Black Box. Free Press, 1996. ISBN 0-684-83493-6

邦訳 『ダーウィンのブラックボックス 生命像への新しい挑戦』長野敬、野村尚子訳 青土社 1998年
- Science and Evidence for Design in the Universe (Proceedings of the Wethersfield Institute), September 25, 1999. ISBN 0-89870-809-5
- The Edge of Evolution. Free Press, June 2007. ISBN 0-743-29620-6

ビデオ
- Flock of Dodos. New Video, (2007) ISBN 0767098196
- Intelligent Design: From the Big Bang to Irreducible Complexity
- Irreducible Complexity: The Biochemical Challenge to Darwinian Theory
- Unlocking the Mystery of Life 2002
- Where Does the Evidence Lead? 2004

### 英語
- Michael Behe Biography from リーハイ大学
- Michael Behe Biography fromディスカバリー・インスティチュート
- Michael Behe Biography from アクセス・リサーチ・ネットワーク
- Irreducible Complexity and Michael Behe on intelligent design from トーク・オリジン
- Behe's Amazon Blog
- Michael Behe - IMDb（英語）

Reviews
- Inferior Design Richard Dawkins' New York Times Book Review of Behe's The Edge of Evolution
- H. Allen Orr's rebuttal of Behe
- Irreducible Complexity Demystified
- Behe's Empty Box, on Richard Dawkins' academic website